# Disonycha balsbaughi
Disonycha balsbaughi är en skalbaggsart som beskrevs av Blake 1970. Disonycha balsbaughi ingår i släktet Disonycha och familjen bladbaggar. Inga underarter finns listade i Catalogue of Life.